# 大阪シティバス守口営業所
大阪シティバス守口営業所（おおさかシティバスもりぐちえいぎょうしょ）は、大阪府守口市にある大阪シティバスの営業所。国道1号に面している。最寄バス停は守口車庫前・京阪バス土居停留所。配置車両の側面および後面窓ガラスに貼られる所属営業所を示すシールの表記は「守」である。

## 概要
主に都島区や旭区など大阪市北東部の路線を担当している。操車は守口車庫および総合医療センター、今里（旧・東成営業所）、天満橋、花博記念公園北口で行っている。
守口車庫前バス停の降車場は営業所敷地内に設けられている。

### 公営バス時代
1935年に大阪市電気局（後の大阪市交通局）守口自動車運輸事務所として開設されたのが始まりで、一度廃止された後再開設された経緯がある。
大阪市が設置・運営している公営事業であったが、大阪市外の守口市に営業所が設置されていた。東大阪市内にあった東成営業所三ノ瀬支所が閉所したことで、大阪市外に設置されている大阪市営バスの営業所は唯一となった。守口市に所在しているため、所属車両はすべて大阪ナンバー（大阪市内は1983年以降、なにわナンバー）であった。
2010年3月28日に旭区新森2丁目に新森操車場（新森公園前バス停に隣接）が廃止されている。また、京橋駅前を起点とする路線は同日に東成営業所へ移管されたが、2014年4月に東成営業所の廃止に伴い再度担当路線となっている。
大阪市交通局の民営化に伴い、2018年3月31日をもって大阪市営バスの営業所としての業務を終了し、翌4月1日に大阪シティバスへ移譲され、同社の営業所となった。

## 沿革
- 1935年9月4日 - 大阪市電気局（後の大阪市交通局）守口自動車運輸事務所開設。
- 1936年10月23日 - 梅田自動車運輸事務所守口出張所に改称。
- 1940年4月10日 - 守口自動車運輸事務所に再改称。
- 1946年3月6日 - 一度廃止。
- 1947年7月25日 - 再開設（守）。
- 2018年4月1日 - 大阪市交通局から大阪シティバスへ移譲。

## 現行路線

### 10号系統
運行区間
- 10：守口車庫前 - 地下鉄太子橋今市 - 中宮 - 赤川一丁目 - 地下鉄都島 - 都島区役所前 - 東野田- 片町 - 天満橋
- 10A: 守口車庫前 - 地下鉄太子橋今市 - 中宮 - 赤川一丁目 - 地下鉄都島

概要
10号系統は、守口市の守口車庫から旭区・都島区（城北公園通・市道赤川天王寺線）を経由して天満橋駅（谷町線・京阪本線に接続）に至る路線である。57号系統と同じく、都島区を南北に縦貫する路線である（57号系統とは赤川三丁目 - 東野田間で重複）。このため、運行本数も多く、乗客も多い。また、大阪市電14号系統（守口 - 阿倍野橋）の代替路線でもある。なお、10号および区間便の10A号(守口車庫前-地下鉄都島)はそれぞれ天満橋発着路線(21号・31号・46号)および総合医療センター発着路線(45号・45A号)の出入庫便を兼ねるため、一部は中型車でも運行される。
この10号系統は、片町・地下鉄都島・地下鉄太子橋今市などを通る為、JR東西線や京阪電車・地下鉄谷町線・今里筋線などの多く鉄道路線と接続するため乗り継ぐ乗客が多い。
沿革
2002年1月27日の路線再編前は、幹線110号系統であった。また、かつては天満橋を発着し路線が一部重複する系統として、幹線47号系統（天神橋六丁目 - 大東町 - 地下鉄都島 - 東野田 - 天満橋）が運行されていた時代もあった。
なお、110A号系統は、総合医療センターが開設されるまでは地下鉄都島発着であった（転回地は現在と同じところにあった）。総合医療センターの開設により1994年3月31日に幹線臨110号系統（守口車庫前 - 天神橋六丁目）と幹線110A号系統（守口車庫前 - 地下鉄都島）が統合し（ただし、実質は幹線臨110号系統の短縮）、総合医療センター前停留所を設置してできたものである。この当時天満橋筋は樋之口町交差点 - 長柄東交差点が開通していなかったため、都島通の樋之口町交差点 - 天神橋六丁目交差点が常時渋滞していたことから、都島通を経由していた幹線臨110号系統は、常に1時間遅れるなどの問題を起こしていた。また、幹線臨110号系統は天神橋六丁目を起終点とする最後の市バス路線であった。
2002年1月27日に幹線110A号系統から、110A号系統に改称した。
また、かつては守口車庫 - 総合医療センター間には、新森公園経由の特33号系統（2007年1月8日に廃止された33A号系統の前身）が運行していた時代があった。特33号系統が運行開始する前には、当時の幹線110・110A号系統の守口車庫行き両方の前後面の行先表示幕に「中宮」経由の表示がなかったが、特33号系統運行開始後には、「中宮」経由の表示が付けられ、現在に至っている。
2014年4月1日より110号は系統番号が10号に変わり、110A号は廃止、代わりに10号系統の区間便として、45号系統の送り込みを兼ねた入出庫系統の10A号系統（守口車庫前 - 地下鉄都島間）に変更。また担当は東成(廃止)と井高野が外れて守口単独となった。
2018年2月13日より担当に井高野が再び加わる。
ダイヤおよび停留所
10号は1時間に2-4本程度の運行。10A号は45号の送り込みを兼ねているため本数は一定していない。
その他
110号だった時代は、110号系統、110A号系統ともに表示幕には110と表記されていた。

### 18号系統
運行区間
- 18：北巽バスターミナル - 大池橋 - 生野区役所 - 御幸通 - 鶴橋駅前 - 上本町六丁目 - 上本町一丁目 - 玉造

概要
18号系統は北巽バスターミナルから生野区中部・北西部を通って天王寺区北東部を結ぶ路線。
沿革
もともとは幹線18号系統であり、現在と同じ上本町六丁目-北巽バスターミナル間の運行であったが、当初は鶴橋駅前 - 大池橋間は鶴橋保育所前経由であった。この当時、特21号系統（上本町六丁目-布施三ノ瀬）、幹線21号系統（上本町六丁目-東成車庫前）、特21A号系統（東成車庫前-布施三ノ瀬）が運行されていた。のちに、幹線18号系統は地下鉄今里経由に経路変更し、2002年1月27日に現在の18号系統に改称した。以前18B号系統が支線18号系統であった頃は、長吉営業所の経由出庫であった加美神明東住宅始発便がそのまま幹線時代のこの系統の運用に入って上六操車場の系統の運用に入った。逆に北巽バスターミナル発最終の加美神明東住宅前行きは幹線18号系統で上本町六丁目から北巽バスターミナルまで行き、そこから支線18号系統最終の運用に入った。なお、幹線18号系統と支線18号系統は、かつては1つの系統（18号系統）でつながっており、上本町六丁目 - 加美神明東住宅前間の路線であった。
- 上本町六丁目と北巽バスターミナルを結ぶ系統は、過去には幹線63号系統（上本町六丁目 - 桃谷駅前 - 大池橋 - 北巽バスターミナル、現在の63号系統とは全く別物）も存在した。
- 2010年9月1日より長吉営業所が担当から外れる。
- 2013年4月1日のダイヤ改正により、23号系統の廃止に伴い、23号系統が経由していた御幸通経由に変更。また、起点が北巽バスターミナル、終点を上本町六丁目に入れ替わり、これに伴い住吉営業所が担当から外れる。また、大型車での運用がなくなり、全便中型車での運用となった。なお、この改正で上六操車場が閉鎖されている。
- 2014年4月1日より上本町六丁目 - 上本町一丁目間を延長し、北巽バスターミナル～上本町一丁目間の系統となる。上本町一丁目付近はループ運行となっており廃止された68号系統（旧赤バス天王寺ループ）が経由していた空清町・清水谷町をカバーしている。また、前日で閉所した東成に代わって住吉が復帰した。
- 2014年9月21日より上本町四丁目→空清町の経路を上本町一丁目・玉造経由に変更し、北巽バスターミナル発の行き先が玉造に変更。68号系統とともに廃止となった天王寺スポーツセンター停留所が復活した。
- 2019年4月1日より守口営業所の担当路線となる。

ダイヤおよび停留所
平日・土曜・休日とも、1時間あたり1-2本の運行である。現在は守口営業所の担当の路線となっているが、過去には、住吉営業所、長居営業所（→阿倍野支所）や生野営業所、東成営業所も担当した。

### 19号系統
運行区間
- 19：地下鉄今里 - 生野中央病院 - 地下鉄北巽 - 地下鉄南巽 - JR平野駅 - 平野宮町二丁目 - 加美 - 加美東三丁目北

概要
- 2002年1月27日の路線再編時に、それまでの支線臨9号系統（平野駅前 - 久宝寺六丁目）の運転区間を延長したのが18A号系統、支線18号系統は系統番号のみの変更で18B号系統となっていたが2008年3月30日のダイヤ改正で加美神明東住宅前（現・加美東三丁目北） - 西久宝寺・久宝寺口・久宝寺六丁目は廃止された。その際、前の18B号系統が18A号系統になった。
- 前の18A号系統は平日・土曜の昼間のみの運行となっていた。西久宝寺・久宝寺口・久宝寺六丁目の各停留所は八尾市内にあった。一部東大阪市内も通るが停留所はなかった。これらの区間は片方向のみのループ経路であるが、案内上は久宝寺六丁目を終点としていた（時間調整は久宝寺口）。久宝寺口はかつて市バスが廃止になったのちに復活した停留所でもある。西久宝寺停留所は、南北の両側を久宝寺緑地に挟まれた格好となっていた[注釈 1]。
- 2002年1月27日の路線再編時以前には、東成営業所が運用の大半を占めていた時期もあった。
- 現在では中型車専用路線となっているが、JR平野駅前付近が狭隘であるにもかかわらず、かつては大型車が運用されていたこともあった。かつての支線18号系統の時は、加美神明東住宅始発便の大型車が北巽バスターミナルまで行き、そこから幹線18号系統の運用に入って上六操車場の系統の運用に入った。逆に北巽バスターミナル発最終の加美神明東住宅前行きは幹線18号系統で上本町六丁目から北巽バスターミナルまで行き、そこから支線18号系統最終の運用に入った。
- 2012年4月1日の改正により、長らく空き番となっていた19号系統に変更となった。
- 2013年4月1日に長吉営業所が廃止されたことに伴い、東成担当が復活した。
- 2014年4月1日から北巽バスターミナル発着を取りやめて北巽から生野中央病院経由で地下鉄今里まで路線を延伸（赤バス生野ループの一部をカバー）、終点の停留所名を加美神明東住宅前から加美東三丁目北に改称した。これにあわせて担当営業所が前日で閉所した東成にかわり住吉営業所となった。
- 2018年8月1日の改正で住吉営業所が担当から外れ、守口の担当となった。

ダイヤおよび停留所
おおむね1時間に1本の運行。休日は朝から夕方までの運行。

### 21号系統
運行区間
- 21：天満橋 - 京橋駅南口 - 放出住宅前 - 地下鉄深江橋
- 21A：放出住宅前 → 地下鉄深江橋

概要
- 天満橋・京橋と深江橋を結ぶ路線である。
- 深江橋付近ではループする形態をとっている。22号系統は東の諏訪神社方面へ向かうのに対し、21号系統は西にループする。

沿革
- 2002年1月27日の路線再編前は1994年3月31日に誕生した特21号系統（総合医療センター - 諏訪神社前間）であった。当時は総合医療センター前 - 関目一丁目が支線区間、関目一丁目 - 諏訪神社前が幹線区間で、担当営業所は守口と古市であった。
- 2002年1月27日の路線再編で担当が古市のみになっていたが、後に守口・古市共同運行体制に戻る。
- 2010年3月28日に古市営業所の廃止に伴う再編で東成営業所単独の担当となる。
- 2012年4月1日より、東成・守口共同運行体制になる。
- 2014年4月1日より45・35号系統と経路が重複する区間を廃止、天満橋からそれまでの28号系統の経路で放出住宅に至るルートに、深江橋付近のループ区間も22号系統とは異なるルート(諏訪神社前経由から天王田公園経由)に変更。担当は東成が閉所により外れて守口単独となった。
- 2016年4月1日にJR京橋駅南口にある「京橋駅前」バス停を「京橋駅南口」に改称(北口にある57号系統用の停留所との混同防止のため)。

ダイヤおよび停留所
平日・土曜・休日とも、昼間はほぼ1時間毎に運行。早朝および深夜などの一部に放出住宅前もしくは地下鉄深江橋より営業運転を開始する便や地下鉄深江橋止まりの便（諏訪三丁目→地下鉄深江橋→神路大橋を連続運行しない便）がある。

### 31号系統
運行区間
- 31：天満橋 - 京橋北口 - 地下鉄蒲生四丁目 - 新森公園 - 地下鉄新森古市 - 緑一丁目 - 花博記念公園北口

概要
- 天満橋・京橋と関目・新森地区を結ぶ路線。一部区間は一方通行の関係で花博記念公園北口行きと天満橋行きで経路が異なる。
- かつてゾーンバス制度を導入していたころには幹線31号系統として天満橋 - 新森公園前間を運行していた。
- のちに支線26号系統（地下鉄都島 - 新森七丁目東）が廃止になった際に特31号系統として天満橋 - 新森公園前 - 新森七丁目東に運行区間が延長になった（この時に今福西四丁目→新森七丁目東→今福西四丁目間が支線区間になった）。また、天満橋 - 新森公園前間は特31A号系統も運行されていた。その後、再度天満橋 - 新森公園前に運行区間が短縮された。ただし系統番号は幹線31号系統には戻らずに特31号系統のままであった。
- 2002年1月27日の路線再編の際に31号系統になり、それまでの古市営業所と井高野営業所担当から守口営業所と東成営業所の担当になる。
- 2010年3月の再編より守口営業所単独の担当路線となる。
- 2011年4月1日のダイヤ改正で担当営業所が守口営業所から東成営業所に変更となり、起点:天満橋、終点:新森公園となる。また、中型ノンステップバスでの運行が開始される。
- 2012年4月1日のダイヤ改正で68号系統と統合になり、かつての特31号系統時代のように新森公園前から新森七丁目経由で花博記念公園北口発着へと運転区間が再延伸された。
- 2013年4月1日のダイヤ改正で新森七丁目経由を廃止し、緑一丁目から往路・復路共に緑三丁目経由で花博記念公園北口へ至る経路に変更となる。
- 2014年4月1日から前日で閉所となった東成にかわり担当が守口営業所に変更される。また起点が花博記念公園北口、終点が天満橋に変更となる。
- 2015年4月1日から起点・天満橋、終点・花博記念公園北口に変更。

### 34号系統
運行区間
- 34：守口車庫前 - 地下鉄太子橋今市 - 中宮 - 大東町 - 毛馬橋 - 地下鉄中津 - 大阪駅前

概要
34号系統は、守口市の守口車庫から、淀川左岸沿いに旭区・都島区（城北公園通）を経由して、大阪駅とを結ぶ路線である。鉄道空白地域とされる旭区西部、都島区北部の主幹路線の役割を担っているとともに、大阪工業大学への通学の足としても利用されている。そのため大阪シティバスの中で、運行本数が最も多い路線である。また、守口車庫前 - 赤川三丁目間は10号系統と重複している。守口市と大阪駅（梅田）とを結ぶ路線は、他に78号系統や地下鉄谷町線があるが、運行本数も多く、大阪駅での他鉄道路線との乗り換えも容易であることから、78号系統や地下鉄谷町線よりも34号系統の方が利便性が高い場合もある。地下鉄中津では御堂筋線、赤川三丁目ではJRおおさか東線（城北公園通駅）と接続している。また、天神橋八丁目では堺筋線・阪急千里線の天神橋筋六丁目駅と接続しているが、やや離れているために乗り継ぎには不便である。
34号系統は非常に高頻度の運行であるにもかかわらず、常時混雑しており、特に復路は昼間でも始発の停留所（大阪駅前）で満員になることが多く、乗車客の多い地下鉄中津停留所では乗車できなくなることが時折ある。なお、中宮（大阪工大前）を過ぎると利用者は減る。始発の大阪駅前行や最終の守口車庫前行は大変混雑する。
井高野営業所との共同担当路線である
沿革
大阪市では大阪～今市間を運行していたが、守口市がこれを同市域までの路線延長するように要望した。このため、京阪自動車（現在の京阪バス）との間に、1949年7月に今市～守口車庫前間、翌1950年5月に今市～守口市役所間において京阪バスの運行エリアに大阪市が乗り入れる一方乗り入れの運輸協定が締結した。京阪バスは京阪国道線を京阪天満橋への乗り入れを実現させるために、1950年に大阪市と運輸協定を締結することで、大阪市は今市以北は守口車庫前・守口市役所前に、京阪バスは今市以南において森小路町八丁目・蒲生町四丁目・京橋北口・天満橋（のちに本町四丁目方面へ延長）に停留所を設けるようになった。
2002年1月27日のダイヤ改正以前は、幹線34号系統という名前であり、さらに以前には、守口車庫前 - 地下鉄中津の区間運転である、幹線34A号系統も運行されていた。2007年1月8日の改正以前は井高野や東成も担当し、2009年3月の再編の際に、この両営業所の担当が復活した。
過去には幹線97号系統や幹線57号系統との連結運行も実施されていた時代もあった。このころの往路（守口車庫前→大阪駅前ゆき）の終点は方向転換の都合で、次に幹線97号系統（神崎橋行き）となる場合は大阪駅前行き（当時、阪急百貨店西側のおりばで乗客を降車後、阪神百貨店の周りを回るようにして歩道1番のりば（現在の歩道2番のりば）に向かう）で、その他は大阪駅北口行き（乗客を降車後、大阪駅桜橋口を回るようにして歩道3・4番のりば（現在の歩道1番のりばの後方）に向かう）と区別していた。ただし当時の停留所での時刻表では終点がどちらになるかは判断できず、バスの行き先幕で確認するしか手段はなかった。現在ではすべてのバスが大阪駅前行きとしてJR大阪駅高架下（新梅田食道街西側）のおりばで乗客を降車させてから大阪駅前バスターミナル（構内のりば付近）で待機後、歩道2番のりばに向かって折り返し守口車庫前として運行している。
ダイヤおよび停留所
前述のとおり非常に高頻度の運行であり、昼間は1時間あたり8 - 12本運行している。2014年4月1日より57号系統の経路短縮もあり34号系統の運行本数が増便され、朝のラッシュ時には1時間に29本運行している（守口車庫前発大阪駅前行きの平日7時台に29本設定されている）。なお以前は守口営業所の他に中津・東成の各営業所も担当したが、2017年4月1日現在は、井高野営業所との共同担当となっている。
大阪駅前停留所では歩道のりば（赤色）2番から出発し、おりばはJR大阪駅高架下（新梅田食道街西側）にある。このおりばは以前は阪急百貨店うめだ本店の前付近にあったが客待ちタクシーが停車していることも多く（この付近はタクシー乗り場ではない）バスが歩道に近づけないこともあったが、JR大阪駅改装工事等に伴う大阪駅前停留所の位置の変更に伴い現在の場所へ変更されている。1997年12月まで、大阪駅前停留所では歩道のりば（赤色）3番から発車していたが、34号系統でリフト付きバスの運行を開始することに伴い幹線57号系統が発車する歩道のりば（赤色）4番と入替になった。これは歩道のりば（赤色）3番の前のドアのところには地下道の出入口があり、リフトが利用できなくなるための処置であった。
2008年1月15日よりJR大阪駅の改修工事によるバスのりば一部変更により、34号系統は歩道2番のりば（以前97・97A号系統が発車していた歩道1番のりばに位置する）からの発車になった。
大淀区が北区と合併する前は、沿線に大淀区役所があり、現在の本庄西二丁目停留所が大淀区役所前停留所であった。
その他
2006年度の路線別営業収支は約2億1452万円の黒字であり、大阪市営バスの中で最も黒字額の大きい系統である。

### 35号系統
運行区間
- 35：守口車庫前 - 地下鉄太子橋今市 - 高殿 - 地下鉄蒲生四丁目 -地下鉄緑橋 - 地下鉄今里 - 大池橋 - 杭全
- 35A: 地下鉄今里 - 大池橋 - 杭全

概要
35号系統は、守口市にある守口車庫から今里筋を経由して、東住吉区の杭全を結ぶ路線である。途中、旭区・城東区・東成区・生野区を通る。今里筋を南北に貫く路線であるため、東西方向の鉄道路線（以下参照）と接続している。
- 関目高殿（最寄停留所は高殿）：地下鉄谷町線
- 蒲生四丁目：地下鉄長堀鶴見緑地線
- 鴫野（最寄停留所は鴫野駅前）：JR片町線・おおさか東線
- 地下鉄緑橋：地下鉄中央線
- 地下鉄今里：地下鉄千日前線
- 東部市場前（最寄停留所は杭全）：JR関西本線（大和路線）

35号系統は、トロリーバスで最後に廃止された3号線（守口車庫前 - 杭全町）の代替路線でもある。
多くの区間で地下鉄今里筋線と並走するため、一時期より本数が削減されているが、現在でも一定本数が確保されている。
長らく、路線別営業収支でも、34号系統に次ぐ黒字を確保していたが、2010年に赤字に転落した。
沿革
かつては幹線35号系統として守口車庫前-杭全間を、幹線35A号系統として守口車庫前-地下鉄今里間を運行していた。
- 1986年4月に守口車庫前-杭全間に都市新バスシステムが導入された。この区間は「グリーンエースI」と称され、幹線35号系統および幹線85号系統の方向幕は緑地に白文字で、他の系統と区別されていた。
- 1991年11月14日より、リフト付き路線バス（東成営業所受け持ち）での運行が開始された。
- 2002年1月27日の路線再編により、それぞれ35号系統・35A号系統になった。
- 2007年1月8日に今里筋線開業に伴う系統整理で、35号系統は地下鉄今里-杭全間に短縮され35A号系統と分断された。
- 2007年9月18日に守口車庫前-杭全間の35号系統が復活するとともに、35A号系統は早朝の地下鉄今里発守口車庫前行のみの運行となり守口営業所の担当路線ではなくなった。地下鉄今里-杭全間の路線は35B号系統になった。
- 2014年4月からは東成営業所の閉所で35A号が廃止され、35B号は住吉営業所に移管され新35A号となった。なお35号系統は守口営業所の単独担当路線となる。
- 2018年2月13日より井高野営業所との共同担当路線となる。
- 2018年8月1日より35A号は守口営業所と住吉営業所の共同担当路線となった。

ダイヤおよび停留所
平日・土曜・休日とも、昼間は1時間当たり1-2本の運行となっている。

### 45号系統
運行区間
- 45：総合医療センター前 → 地下鉄都島 → 地下鉄野江内代 → 菫市場前 → 関目二丁目 → 関目四丁目 → 地下鉄新森古市 → 鶴見緑地西 → 鶴見区役所前 → 今津橋 → 諸口 → 鶴見区役所前 → 鶴見緑地西 → 地下鉄新森古市 → 古市二丁目 → 関目二丁目 → 関目保育所前 → 地下鉄野江内代 → 地下鉄都島 → 総合医療センター前
- 45A:総合医療センター前 - 地下鉄都島 - 地下鉄野江内代 - 関目二丁目 - 新森二丁目 - 地下鉄新森古市 - 花博記念公園北口

概要
都島駅と古市地区・横堤駅を結ぶ路線。
- 当系統の前身は支線26号系統と支線45号系統・特45号系統である。この時は古市営業所か守口営業所にダイヤが割り振られていた。
- 1985年当時、支線26号系統は、地下鉄都島 - 関目二丁目 - 新森二丁目 - 新森七丁目東で運行、支線45号系統は新森公園 - 緑一丁目 - 鶴見区役所 - 放出東一丁目で運行されていた。後に支線45号系統は古市車庫前 - （→関目三丁目／←関目一丁目） - 高殿 - 新森二丁目 - 鶴見緑地公園前 - 今津中三丁目 - （→放出東一丁目／←放出本通） - 放出住宅前間を運行する特45号系統に変更になった（古市車庫前 - 新森二丁目間が幹線区間で、新森二丁目 - 放出住宅前が支線区間であった）。そして1994年に支線26号系統と特45号系統を統合した支線45号系統が地下鉄都島 - 横堤バスターミナル間の運行を開始して、後に総合医療センター前 - 地下鉄都島間が延長され現在の経路になった。
- 2002年1月27日：支線45号系統が45号系統に改称。
- 2007年1月8日：緑四丁目 - 緑三丁目間に花博記念公園北口停留所を新設（総合医療センター前行きのみ）
- 2010年3月28日：ダイヤ改正に伴い古市営業所が廃止となり、また、守口営業所が担当から離れ東成営業所の単独担当となる。
- 2012年4月1日：守口の担当が復活し、東成・守口共同運行体制になる。
- 2013年4月1日：横堤バスターミナルの廃止に伴い、同停留所を大阪生駒線上（横堤駅4号出入口付近）に移設して地下鉄横堤に名称変更した上で、鶴見商業高校前 - 地下鉄横堤間で経路変更（鶴見緑地公園前には総合医療センター前行きのみが停車し、地下鉄横堤行きは鶴見に停車）。
- 2014年4月1日:再度経路を変更して鶴見商業高校前～鶴見区役所前間を往復とも鶴見緑地公園前経由に変更して、鶴見区役所前～諸口間のループ経路を新設。あわせて区間便として総合医療センター前～花博記念公園北口間の45A号系統を新設。また、営業所の廃止により東成が担当から外れる。現在は守口営業所の担当。
- 諸口行きは花博記念公園北口には停車しない(諸口からの総合医療センター前行きは停車)。

### 46号系統
運行区間

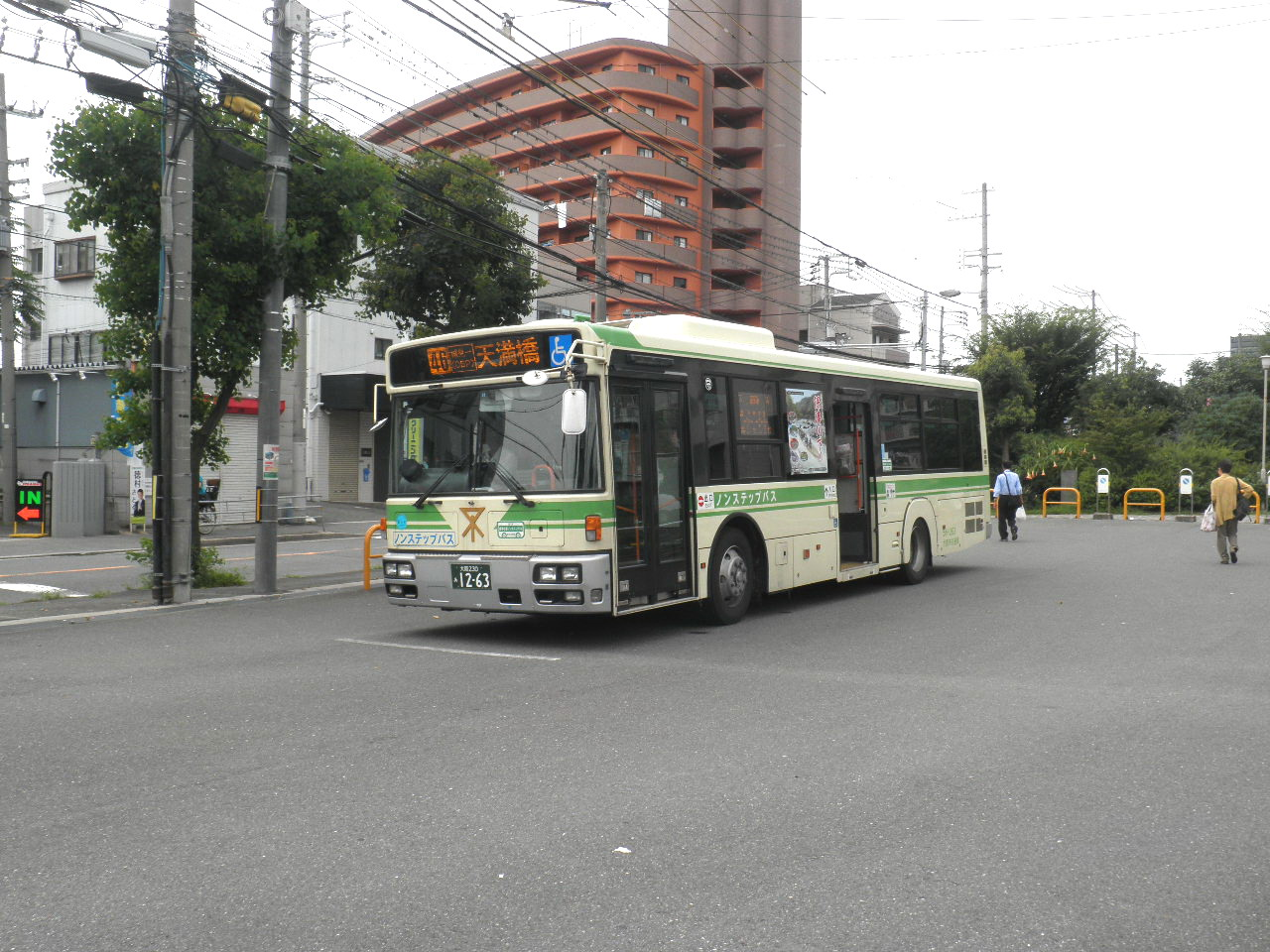
焼野で発車を待つ46系統

- 46：天満橋 -城見1丁目(OBP) - 放出住宅前 - 徳庵駅口 -鶴見区役所 - 諸口 -焼野

概要
天満橋・OBPと徳庵・横堤を結ぶ路線。OBPを通る唯一の系統である。
- 2002年1月27日の路線再編前は特46号系統という系統番号で、天満橋 - 横堤バスターミナルが幹線区間、横堤バスターミナル - 焼野が支線区間であった。また横堤バスターミナル開設(1990年)以前は片町 - 横堤間を京橋北口・蒲生四丁目経由で運行されており、この頃は天満橋 - 東諸口間が幹線区間、東諸口 - 焼野間が支線区間であって、天満橋 - 安田間(特46号系統とは天満橋 - 東諸口間で同じ経路)を走行する幹線臨46号系統も運行されていた（但し、晩年の幹線臨46号系統は休日のみの運行であった）。
- 2002年1月27日の路線再編で46号系統は東成営業所が担当から外れ古市営業所のみの担当になったが、2007年1月8日より東成営業所が全便を担当するようになった。
- 2013年4月1日のダイヤ改正で横堤バスターミナルが廃止され、地下鉄横堤を経由しない経路（鶴見区役所前の交差点を右左折）に変更。
- 2014年4月1日のダイヤ改正で放出住宅～鶴見区役所間の経路の一部を徳庵駅口経由に変更(28号系統廃止の代替)、担当は守口に変更(東成が廃止により外れる)。

### 78号系統
- 2020年4月1日より井高野営業所と共同の担当路線となる。

### BRT（いまざとライナー）
いまざとライナーは大阪シティバスの直接運営ではなく、大阪市高速電気軌道のバス路線として運営されているが、運行は大阪シティバスに委託され、同営業所が受託している。

## 廃止・撤退路線

### 27号系統
- 27：守口車庫前 - 地下鉄太子橋今市 - 上新庄駅北口 - 柴島 - 天神橋六丁目 - 大阪駅前
  - 運行開始当初は特27号系統として運行を開始、2002年1月27日の路線改編により特27号系統から27号系統に改番された。
  - 2007年1月8日に地下鉄今里筋線開業に伴うダイヤ改正で廃止となる。ただしこの改正では上新庄駅前を境に37C号系統（大阪駅前-上新庄駅前）と86D号系統（守口車庫前-上新庄駅前）に系統分割された（37C号系統は中津営業所、86D号系統は守口営業所の担当）が、いずれも2010年3月28日のダイヤ改正で廃止となった。
  - 2012年4月1日に37A号系統から改番された27号系統とは異なる。

### 33号系統
- 33：総合医療センター前 - 地下鉄都島 - 旭区役所区民センター - 高殿 - 新森七丁目
  - 2010年3月28日の再編で東成営業所の単独担当路線となる。
  - 2012年4月1日に廃止、83号系統に統合される。
  - 2014年4月1日にそれまでの3A・3B号系統が統合した現在の33号系統(出戸バスターミナル-長吉川辺四丁目、住之江営業所担当)とは異なる。

### 36号系統
- 2015年10月1日のダイヤ改正で中津営業所の単独担当路線となる。

### 41A号系統
- 2015年10月1日のダイヤ改正で中津営業所の単独担当路線となる。

### 53号系統
- 2015年10月1日のダイヤ改正で中津営業所の単独担当路線となる。

### 57号系統
- 2016年4月1日のダイヤ改正で中津営業所の担当路線となる。

### 83号系統
- 2015年4月1日から起点・大阪駅、終点・花博記念公園北口として中津営業所の担当路線になり、2015年10月1日のダイヤ改正で井高野営業所の単独担当路線となる。

### 86D号系統
運行区間
- 86D：守口車庫前 - 豊里 - 上新庄駅前

概要
地下鉄今里筋線開通後の2007年1月8日に、86号系統（布施駅 - 上新庄駅）が大幅に減便されると同時に新設された系統。過去に運行されていた、支線27A号系統と同一路線である。詳細は井高野営業所#86号系統参照。2010年3月28日のダイヤ改正で86D号系統は86号系統に統合され廃止となった。

### 97号系統
- 2015年10月1日のダイヤ改正で中津営業所の単独担当路線となる。

## 車両

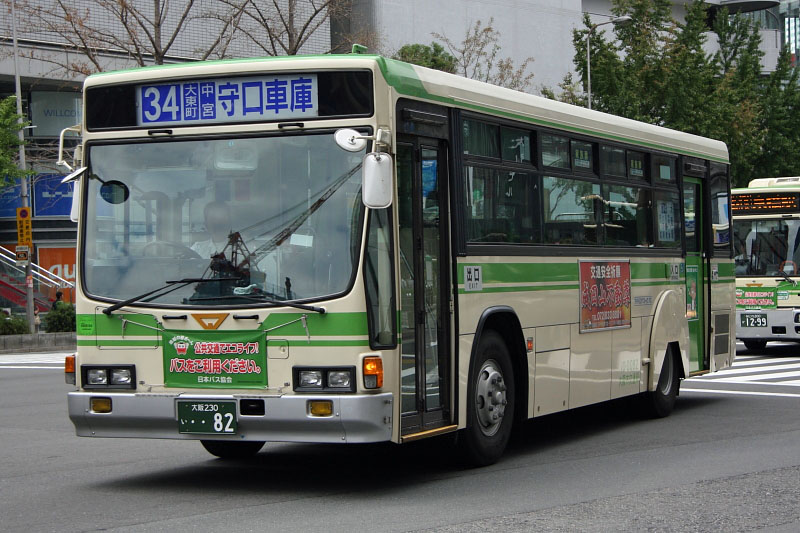
守口営業所所属車両。守口営業所は1983年以降は大阪市営バスの営業所で唯一大阪運輸支局（大阪ナンバー）管轄内にある。写真の車両は新製導入時は古市営業所所属であった。

2013年現在、大型車・中型車とも所属している。2012年4月の改正以前は大型車のみで、メーカーは、いすゞ自動車を中心にUDトラックス（旧：日産ディーゼル）・三菱ふそうの車両も配置されていた。なお、いすゞ製の車両は、1980年代まではメーカー標準車体（川重車体工業、後のIKコーチ→いすゞバス製造）を架装した車両をメインに配置していたが、1990年代以降、2002年の路線再編までは、西日本車体工業の58MCや96MCボディを架装した車両が殆どを占めていた。
2011年3月11日に発生した東北地方太平洋沖地震（東日本大震災）では、緊急消防援助隊の移動に際し、同所所属の車両2台が岩手県へと派遣されていたが、その後同県釜石市へと無償譲渡されることとなった。
2012年の改正により、港・井高野営業所などから中型車が一部移籍し、21号系統や45号系統に運用されていた。